# Dananchuan Shuiku
Dananchuan Shuiku (kinesiska: 大南川水库) är en reservoar i Kina. Den ligger i provinsen Qinghai, i den nordvästra delen av landet, omkring 25 kilometer sydväst om provinshuvudstaden Xining. Trakten runt Dananchuan Shuiku består i huvudsak av gräsmarker.
Genomsnittlig årsnederbörd är 537 millimeter. Den regnigaste månaden är juli, med i genomsnitt 140 mm nederbörd, och den torraste är januari, med 3 mm nederbörd.